# Кольцовский тракт
Кольцо́вский тракт или Екатеринбу́рг — Кольцо́во — скоростная автомобильная трасса в Екатеринбурге, связывающая город с посёлком и аэропортом Кольцово. Проходит в городской черте Екатеринбурга на границе Октябрьского и Чкаловского районов. Носит также простонародное название Россельбан, соединившее в себе фамилию губернатора Свердловской области Э. Э. Росселя, курировавшего строительство трассы и имеющего немецкие корни, и ассоциацию дороги с немецкими автобанами из-за непривычно высокого качества строительства. Протяжённость трассы — 12 км.

## История
Строительство автомагистрали «Кольцовский тракт» было предусмотрено ещё генеральным планом Свердловска, разработанным институтом «Свердловскгражданпроект» в 1969 году, но из-за ряда причин строительство начато не было. Вопрос строительства трассы снова стал актуальным в 1980 году в процессе разработки технико-экономического обоснования строительства Кольцевой автомобильной дороги. Тем не менее, проектно-сметная документация дороги была разработана НИИ «Уралгипродор» только в 1987 году, а само строительство началось лишь в 1990 году. После распада СССР строительство превратилось в долгострой (к тому моменту была прорублена только просека под дорогу). Техническое экспертное обоснование на строительство трассы Екатеринбург-Кольцово было утверждено 27 декабря 1996 года. С 1997 года строительство возобновилось. Строительство первой полосы дороги было завершено в 1998 году, а второй — в июне 1999 года. Проектная пропускная способность автомагистрали на этот момент составляла 15—18 тысяч автомобилей в сутки.

## Модернизация
К саммиту ШОС 2009 года три участка дороги протяжённостью 11,2 км были расширены до восьми-десяти полос, официальная церемония открытия модернизированной трассы состоялась 29 октября 2008 года. Стоимость модернизации составила 1,448 млрд рублей, деньги были выделены из бюджета Свердловской области.

## Характеристики магистрали
- Ширина трассы — от шести до десяти полос в обе стороны движения (на разных участках).
- Пропускная способность — 50—100 тысяч автомобилей в сутки[5].

## Здания и сооружения
По нечётной стороне:
- 10 км, № 15 — восьмиэтажная гостиница «Ramada Yekaterinburg»;
- 10 км, № 15/1, 15/2, 15/3, 15/4, 15/5, 15/6 — двухэтажные коттеджи гостиницы «Ramada Yekaterinburg»;
- № 51 — автозаправочная станция.

По чётной стороне:
- № 50 — автозаправочная станция.